# حسين وفايى
حسين وفايى العايوري (بالفارسية: حسین وفایی ایوری، ولد في 14 سبتمبر 1994 في عبادان، إيران) لاعب سنوكر محترف إيراني. يعتبر اللاعب الإيراني الوحيد في تاريخ لعبة السنوكر. تم رفض محاولاته للسفر إلى المملكة المتحدة للتأهل للبطولات الكبرى في السنوكر بسبب مشاكل في تأشيرة الدخول، لكنه حصل على التأشيرة في فبراير 2015.

## روابط خارجية
- حسين وفايى على موقع CueTracker.net (الإنجليزية)
- حسين وفايى على موقع بطولة العالم للسنوكر (الإنجليزية)